# Empis abrupta
Empis abrupta är en tvåvingeart som beskrevs av Thomson 1869. Empis abrupta ingår i släktet Empis och familjen dansflugor. Inga underarter finns listade i Catalogue of Life.